# Зимние Сурдлимпийские игры 1983
X Всемирные зимние игры глухих прошли на итальянском горнолыжном курорте Мадонна-ди-Кампильо. Игры проводились с 16 по 23 января 1983 года, участие в них приняли 147 спортсменов из 15 стран. Нововведением в правила Игр стало то, что начиная с 1983 года сурдлимпийцам запрещалось использовать слуховые аппараты во время соревнований, чтобы уровнять шансы.

## Виды спорта
Программа X Всемирных зимних игр глухих включала 3 спортивных дисциплины:
- Конькобежный спорт
- Скоростной спуск
- Лыжные гонки

## Страны-участницы
В X Всемирных зимних играх глухих приняли участие спортсмены из 15 государств:
- Австралия
- Австрия
- Великобритания
- Испания
- Италия
- Канада
- Норвегия
- СССР
- США
- Франция
- ФРГ
- Швейцария
- Швеция
- Югославия
- Япония

## Медальный зачёт
Страна-хозяйка (Италия)
| Место  | Страна    | Золото | Серебро | Бронза | Всего |
| ------ | --------- | ------ | ------- | ------ | ----- |
| 1      | СССР      | 6      | 7       | 4      | 17    |
| 2      | Франция   | 3      | 3       | 1      | 7     |
| 3      | Канада    | 3      | 0       | 0      | 3     |
| 4      | Норвегия  | 2      | 1       | 6      | 9     |
| 5      | Австралия | 2      | 1       | 0      | 3     |
| 6      | ФРГ       | 1      | 0       | 3      | 4     |
| 7      | Италия    | 0      | 2       | 2      | 4     |
| 8      | Швеция    | 0      | 2       | 0      | 2     |
| 9      | Швейцария | 0      | 1       | 1      | 2     |
| Всего: | Всего:    | 17     | 17      | 17     | 51    |